# کیت اوتس
کیت اوتس (انگلیسی: Kate Oates؛ زادهٔ ۱۹۷۹/۱۹۸۰) تهیه‌کننده تلویزیونی اهل انگلستان است.
از فیلم‌ها یا مجموعه‌های تلویزیونی که وی در آن‌ها نقش داشته است، می‌توان به ایست‌اندرز اشاره نمود.